# Prison 77 – Flucht in die Freiheit
Prison 77 – Flucht in die Freiheit (Originaltitel Modelo 77) ist ein Thriller von Alberto Rodríguez, der im September 2022 beim Internationalen Filmfestival von San Sebastián seine Premiere feierte und im gleichen Monat in die spanischen Kinos kam. Der Film basiert auf einer wahren Begebenheit, bei der 45 Häftlingen die Flucht aus dem Modelo-Gefängnis von Barcelona gelang.

## Handlung

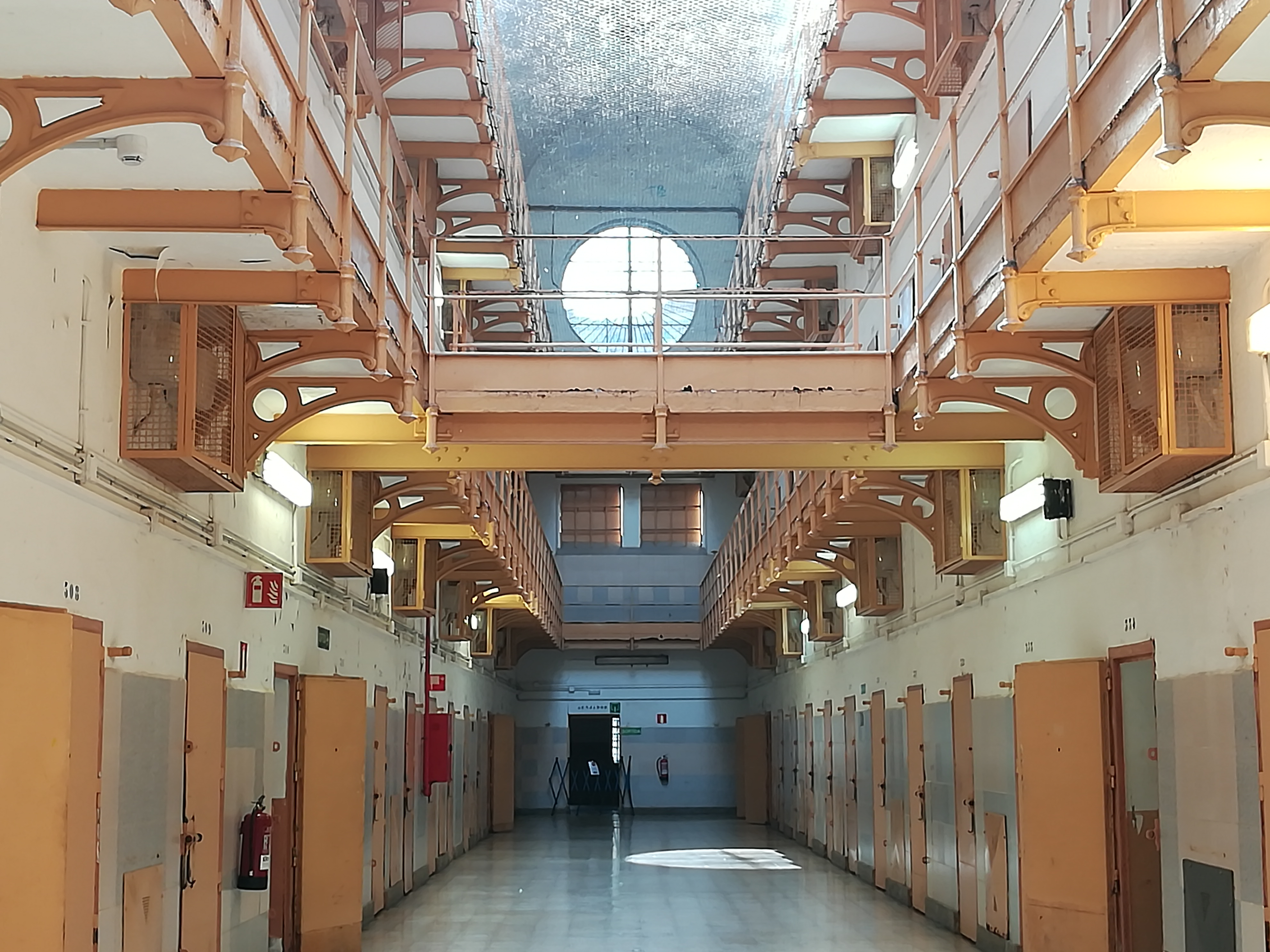
Das Modelo-Gefängnis von Barcelona

Wegen Unterschlagung zu einer Haftstrafe verurteilt, wird der jungen Buchhalter Manuel Gómez im Jahr 1976 im Modelo-Gefängnis in Barcelona untergebracht. Ihm drohen dort zwischen 10 und 20 Jahren. Zuerst gerät er mit seinem Zellengenossen Pino aneinander, doch nach und nach werden sie warm miteinander.

## Hintergrund
Der Film basiert auf einer wahren Begebenheit. Die Flucht von 45 Häftlingen aus dem Modelo-Gefängnis von Barcelona (dem Centro Penitenciario de Hombres de Barcelona, im Volksmund „Cárcel Modelo“ genannt) ereignete sich am 2. Juni 1978 wirklich. Das seit 2017 geschlossene Männergefängnis befindet sich zwischen den Straßen Rosselló, Provença, Nicaragua und d'Entença. 15 Tage lang hatten einige Insassen einen Tunnel gegraben und mit Platten und Stangen stabilisiert. Insgesamt 45 Sträflingen gelang damals die Flucht. Die Bewohner der Provença waren fassungslos, als die Kanalisation, zu der sich die Häftlinge durchgruben, begonnen hatte, Männer aus dem Untergrund auszuspucken. Acht Jahre brauchte die Polizei, um alle Flüchtigen zu verhaften und zurück ins Gefängnis zu bringen.

## Produktion

### Regie und Drehbuch
Regie führte Alberto Rodríguez, der gemeinsam mit Rafael Cobos auch das Drehbuch schrieb. Es handelt sich um Rodríguez’ achte Regiearbeit bei einem Spielfilm. Mit Cobos arbeitete er bereits für seinen Abenteuerfilm After von 2009 und seinen Krimi Mörderland von 2014 zusammen. Für Prison 77 – Flucht in die Freiheit haben Rodríguez und Cobos diese wahren Begebenheiten mit anderen fiktiven vermischt.
Rodríguez erklärte, er sei von dieser Flucht aus dem Gefängnis, eine Geschichte, die sehr unbekannt ist, fasziniert gewesen. Die Lebensbedingungen dort beschreibt er als unmenschlich, das Essen sei katastrophal gewesen und die Gerechtigkeit habe durch Abwesenheit geglänzt.

### Besetzung und Filmmusik

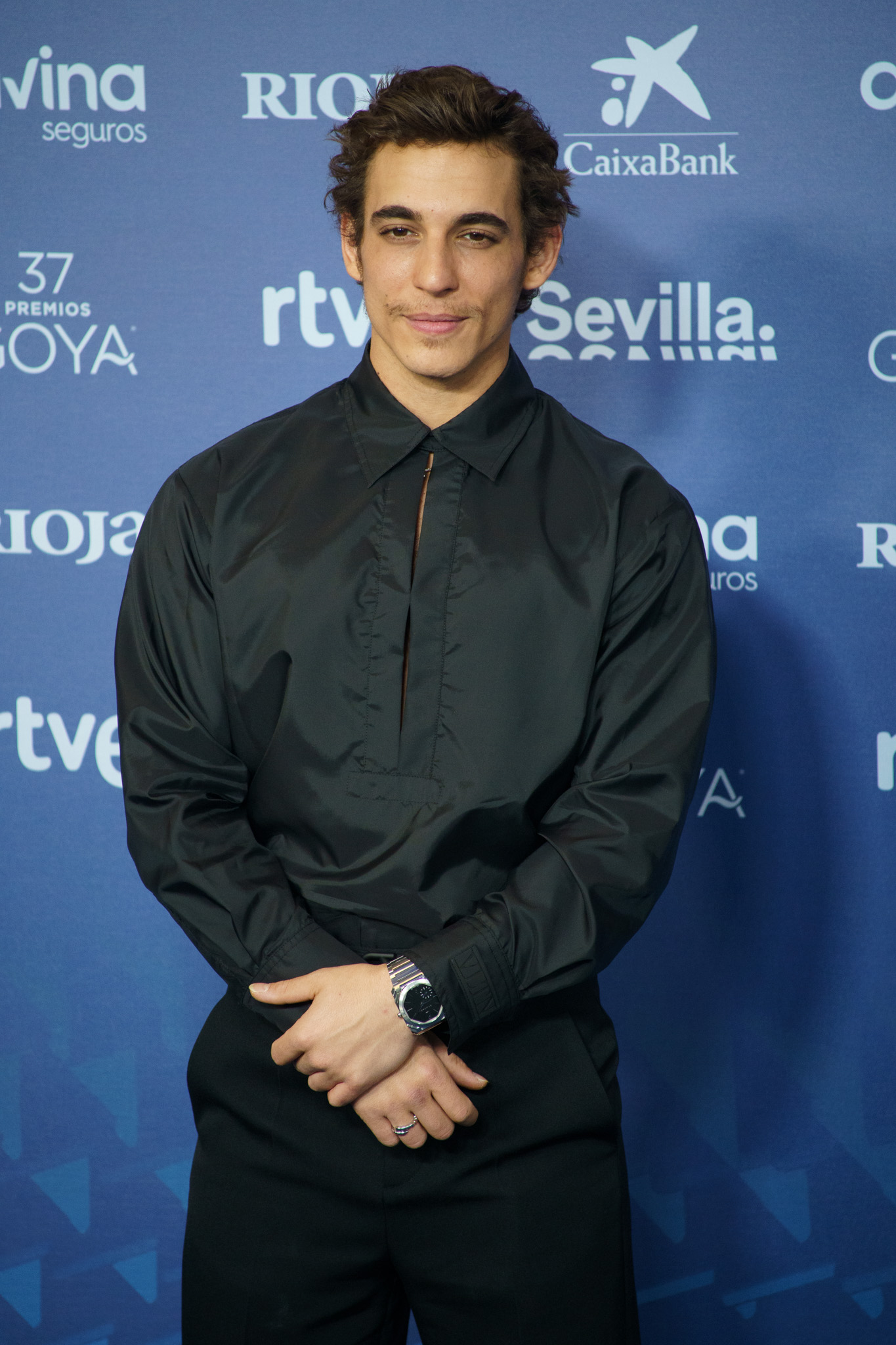
Miguel Herrán spielt in der Hauptrolle Manuel Gómez

Der Newcomer Miguel Herrán, der besonders für seine Rolle des Rio in der Fernsehserie Haus des Geldes bekannt ist, spielt in der Hauptrolle Manuel Gómez. In einer weiteren Hauptrolle ist Javier Gutiérrez als sein Zellengenosse Pino zu sehen. Carles Sanjaime spielt den Gefängnisdirektor Manuel Merino.
Die Filmmusik komponierte Julio de la Rosa. Das Soundtrack-Album wurde Mitte Dezember 2022 von Ernie Records als Download veröffentlicht.

### Dreharbeiten und Szenenbild
Die Dreharbeiten fanden im Sommer 2021 über mehrere Wochen hinweg im titelgebenden Modelo-Gefängnis in der katalanischen Hauptstadt statt, das seit 2017, nach mehr als einem Jahrhundert in Betrieb, stillgelegt wurde. Die Szenenbildner des Films unter der Leitung von Pepe Domínguez del Olmo hatten mit Genehmigung des Stadtrats von Barcelona die nötigen Umbauarbeiten vorgenommen, um dem Gefängnis das  Aussehen wie in den 1970er Jahren zu verleihen. Weitere Innenaufnahmen entstanden weitere sechs Wochen lang in Sevilla. Als Kameramann fungierte Alex Catalán.

### Veröffentlichung
Die Premiere von Prison 77 – Flucht in die Freiheit erfolgte am 16. September 2022 beim Internationalen Filmfestival von San Sebastián. Im gleichen Monat wurde er beim Zurich Film Festival gezeigt. Der Kinostart in Spanien erfolgte am 23. September 2022. Im Oktober 2022 erfolgten Vorstellungen beim Busan International Film Festival. Im April 2023 wurde der Film beim Reims Polar crime-film festival und im Juni 2023 beim Mediterranean Film Festival Split gezeigt.

## Auszeichnungen
Goya 2023

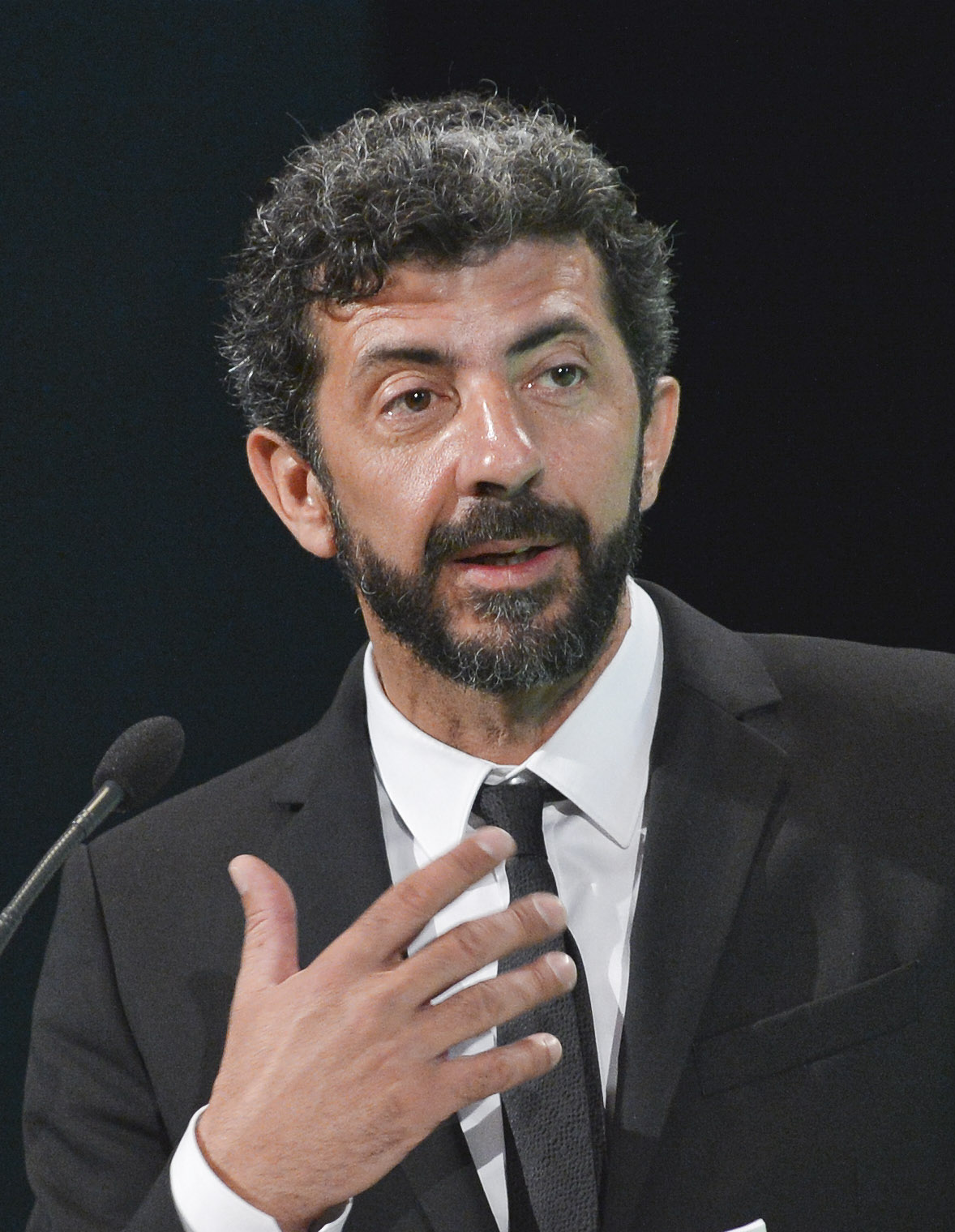
Regisseur Alberto Rodríguez

- Auszeichnung für das Beste Szenenbild (Pepe Domínguez del Olmo)
- Auszeichnung für die Besten Kostüme (Fernando García)
- Auszeichnung für das Best Makeup und Hairstyling (Yolanda Piña und Félix Terrero)
- Auszeichnung für die Besten Spezialeffekte (Esther Ballesteros und Ana Rubio)
- Nominierung als Bester Film (Alberto Félez, Domingo Corral, Gervasio Iglesias und José Antonio Félez)
- Nominierung für die Beste Regie (Alberto Rodríguez)
- Nominierung für das Beste Drehbuch (Alberto Rodríguez und Rafael Cobos)
- Nominierung als Bester Schauspieler (Miguel Herrán)
- Nominierung als Bester Schauspieler (Javier Gutiérrez)
- Nominierung als Bester Nebendarsteller (Fernando Tejero)
- Nominierung als Bester Nebendarsteller (Jesús Carroza)
- Nominierung für die Beste Kamera (Alex Catalán)
- Nominierung für den Besten Ton (Daniel de Zayas, Miguel Muñoz Huete, Pelayo Gutiérrez und Valeria Arcieri)
- Nominierung für die Beste Filmmusik (Julio de la Rosa)
- Nominierung als Bester Production Manager (Manuela Ocón)
- Nominierung für den Besten Filmschnitt (José M. G. Moyano)[9]

Mediterranean Film Festival Split 2023
- Nominierung im Official Feature Films Competition[8]

Premios José María Forqué 2022
- Nominierung als Bester Schauspieler (Miguel Herrán)
- Nominierung als Bester Film[10]